# Marie Hall
Marie Pauline Hall née le 8 avril 1884 à Newcastle upon Tyne morte le 11 novembre 1956 à Cheltenham est une violoniste classique anglaise.

## Biographie
Elle prend des cours  de violon avec Hildegarde Werner, et étudie avec August Wilhelmj, Edward Elgar, Max Mossel et en 1900 suit les cours de Johann Kruse à l'Académie Royale de musique de Londres. Jan Kubelik l'entend puis la fait venir à Prague pour travailler avec Otakar Ševčik. 
Elle débute en 1902 dans la capitale tchèque puis à Vienne et à Londres en 1903. En 1921, Ralph Vaughan Williams lui dédie The Lark Ascending auquel elle a contribué par ses conseils au compositeur. En 1922 elle invite par voie de presse les compositeurs à lui écrire des sonates pour violon. Elle a passé l'essentiel de sa carrière en Angleterre avant de se consacrer à l'enseignement du violon. Marie Hall a joué pendant cinquante ans avec un Stradivarius de 1709 qui porte son nom.